# Regula Pfrunder
Regula Pfrunder es una jinete suiza que compitió en la modalidad de doma. Ganó una medalla de bronce en el Campeonato Mundial de Doma de 1974 en la prueba por equipos.

## Palmarés internacional
| Campeonato Mundial | Campeonato Mundial     | Campeonato Mundial | Campeonato Mundial |
| Año                | Lugar                  | Medalla            | Categoría          |
| ------------------ | ---------------------- | ------------------ | ------------------ |
| 1974               | Copenhague (Dinamarca) | Medalla de bronce  | Por equipos        |